# Wat Phra Kaew
Il Wat Phra Kaew (tradotto come Tempio del Buddha di Smeraldo; in thailandese วัดพระแก้ว, Wat Phra Kaeo, [wát pʰráʔ kɛ̂ːw] ), nome ufficiale completo Wat Phra Sri Rattana Satsadaram (in italiano Residenza del Sacro Gioiello di Buddha, in thailandese วัดพระศรีรัตนศาสดาราม) è considerato il più sacro tempio buddista (wat) in Thailandia. Si trova nel centro storico di Bangkok (nel distretto di Phra Nakhon).
È un complesso di edifici religiosi ed una delle quattro parti in cui si divide il comprensorio del Grande palazzo reale. All'interno del suo tempio principale (Phra Ubosot) è custodita la sacra statua del Buddha di Smeraldo che è considerata il palladio della monarchia thailandese.

## Storia

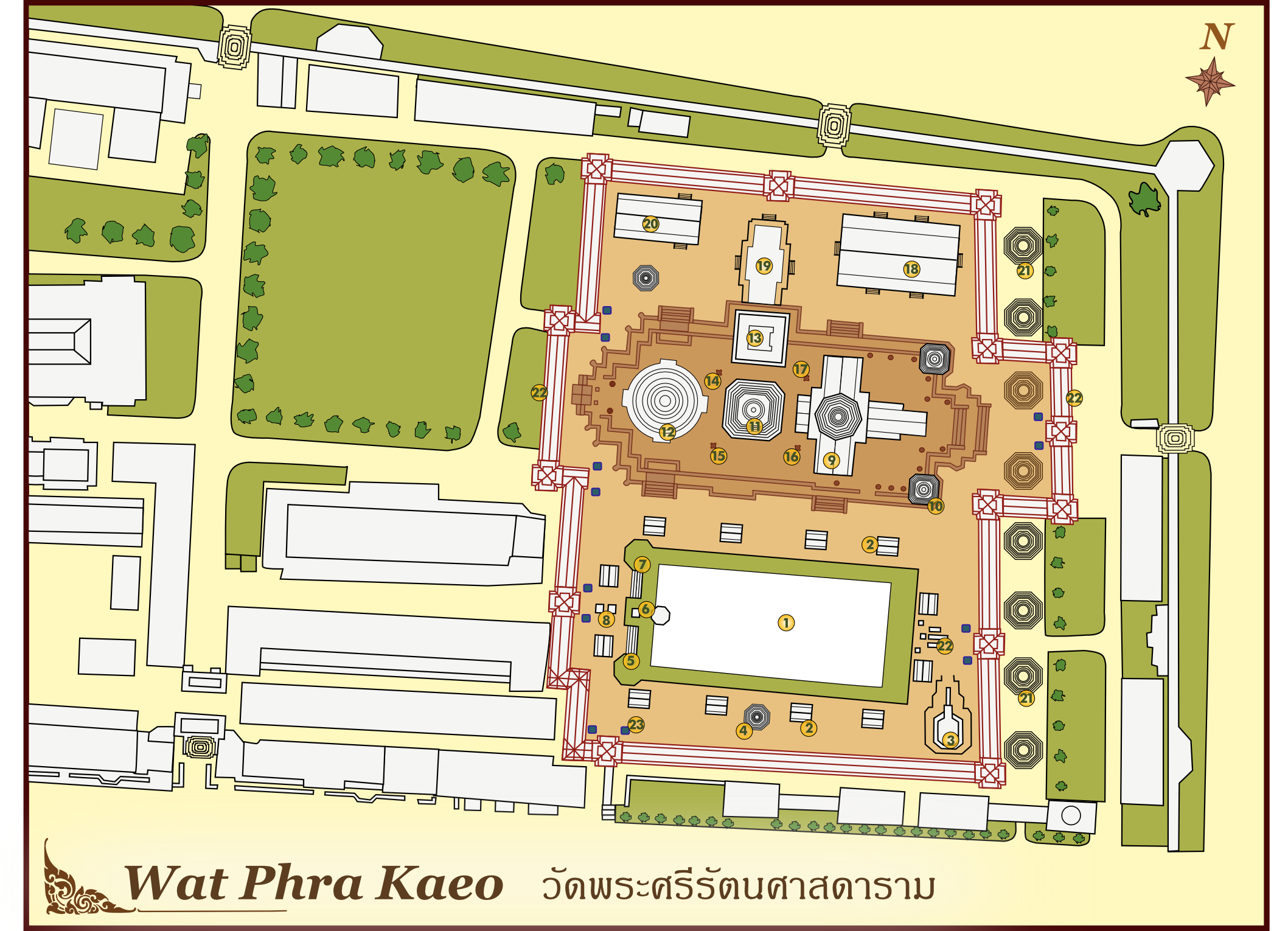
Pianta di Wat Phra Kaew

La tradizione di costruire un tempio all'interno delle mura che circondano il palazzo reale in Thailandia si tramanda dai tempi del regno di Sukhothai. Tutto il complesso del Grande Palazzo Reale, compreso Wat Phra Kaew, fu costruito tra il 1782 e il 1784, quando il re Rama I trasferì la capitale del regno da Thonburi a Rattanakosin, l'odierno nucleo centrale di Bangkok. Rattanakosin significa la città del gioiello, dove per gioiello si intende il Buddha di Smeraldo. Il regno di Thailandia prima di prendere questo nome tra il 1782 ed il 1939 si chiamò regno di Rattanakosin o regno del Siam. Con l'ascesa al trono re Rama I instaurò anche la nuova dinastia Chakri che tuttora guida il paese.
Wat Phra Kaew fu costruito al duplice scopo di conservare la sacra statua e di servire come Cappella Reale, fu inaugurato insieme al resto del Grande Palazzo Reale nel 1785, in concomitanza con l'incoronazione del re Rama I. Nel corso dei secoli fu ristrutturato ed ampliato diverse volte durante i regni di Rama III, Rama V, Rama VII e Rama IX.

## Architettura
Il complesso di Wat Phra Kaew è composto da 100 costruzioni e si trova su un'area recintata all'interno e nell'angolo a nord-est del complesso del Grande Palazzo Reale. Al suo interno sono contenuti alcuni tra i migliori esempi di scultura, architettura e pittura buddista siamese.

### Tempio principale

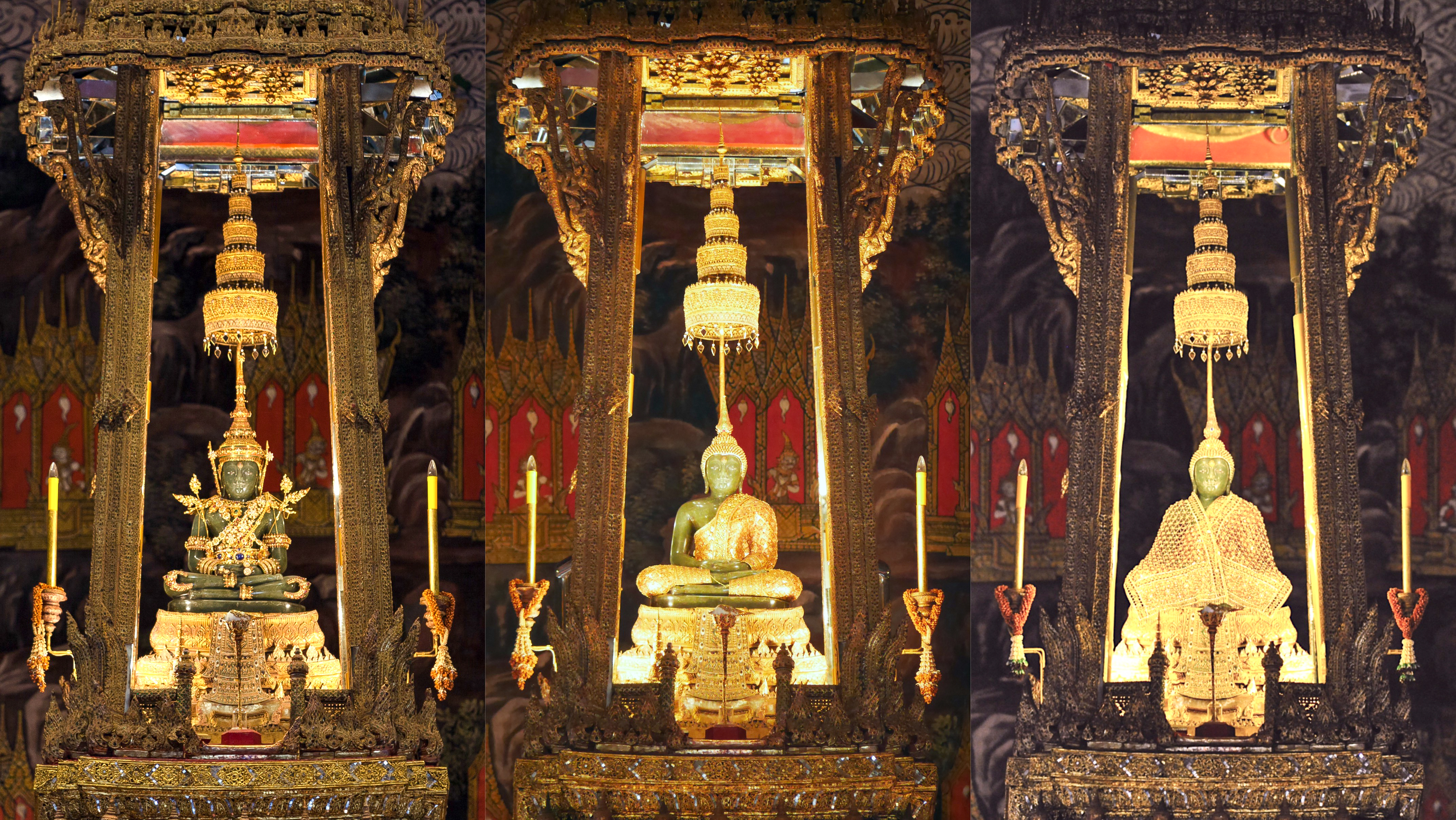
Il Buddha di Smeraldo nelle sue tre vesti stagionali: estiva, delle piogge ed invernale (da sinistra a destra)

Il tempio principale Phra Ubosot si trova al sud di quest' area, ospita la sacra statua ed è l'edificio più importante. È elegantemente decorato in tardo stile siamese di Ayutthaya. Il tetto è fatto con tegole di ceramica smaltate verdi e arancioni. I pilastri sono rivestiti di mosaici ed hanno i basamenti in marmo finemente lavorato.
La statua del Buddha di Smeraldo è seduta su uno splendido trono in legno intarsiato e dorato, posizionato sopra un altare circondato da decorazioni dorate. Sul piedistallo è raffigurato un garuḍa (simboleggiante Buddha) che stringe nelle mani il suo mortale nemico Nāga. Ai fianchi vi sono due statue di un Buddha incoronato rivestite in oro e gemme che sono dedicate ai re Rama I e Rama II.
Nel corso degli anni sono state fatte modifiche, manutenzioni e aggiunte. Le parti in legno furono rimpiazzate durante i regni di Rama III e Rama V. Le eleganti porte rivestite da pannelli di madreperla, le finestre intarsiate e le placche in rame sul pavimento furono aggiunte da re Mongkut. Rama III fece restaurare gli affreschi dei muri interni che raffigurano la cosmologia buddista e scene della vita di Buddha. Tre stanze furono aggiunte sul lato ovest durante il regno di Re Mongkut. L'entrata è presidiata da una coppia di Yak (giganti della mitologia thai) alti 5 metri.

### Edifici e statue minori

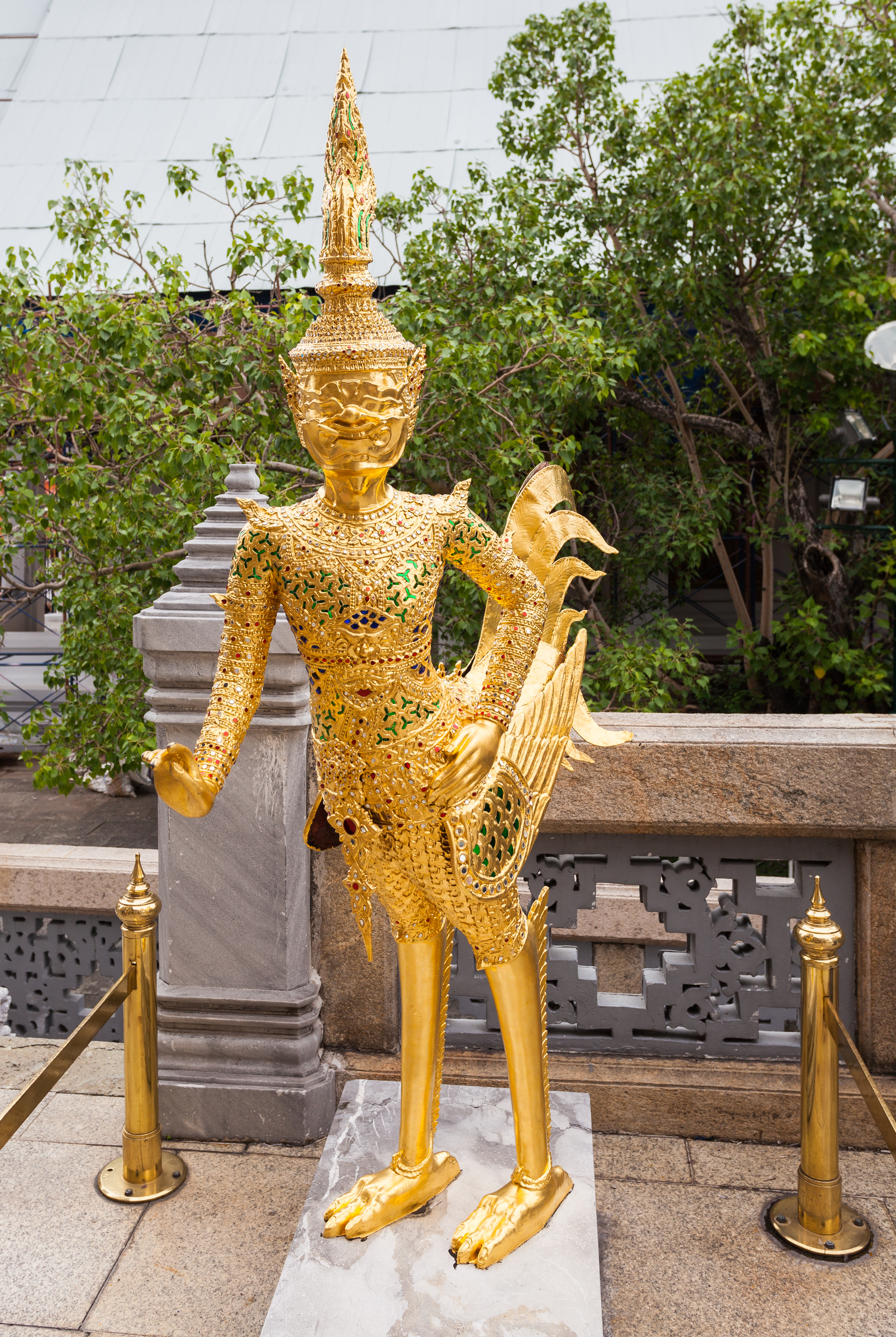
Statua di un Kinnara in Wat Phra Kaew, Bangkok (Thailandia).

Attorno al tempio principale vi sono dodici padiglioni aperti (sala in lingua thai), ognuno dei quali contiene reperti religiosi provenienti da varie regioni, tra le quali la Cambogia e Giava.
Nel centro del complesso si trovano tre pagode: quella ad est, il Pantheon Reale, costruito nel XIX secolo in stile Khmer che contiene statue ed immagini dei sovrani della dinastia Chakri, quella al centro, Phra Mondop, un edificio aperto sui fianchi costruito in stile tardo Ayutthaya da Rama I che contiene antichi manoscritti sacri ed è circondato da uno stagno che lo protegge dalle termiti, e quella ad ovest, il Phra Si Ratana Chedi, uno stupa dorato costruito nel XIX secolo nello stile di Sri Lanka contenenti delle ceneri di Buddha.
A nord della biblioteca sorge un modello in scala ridotta di Angkor Wat fatto costruire da Re Mongkut. Statue di elefanti sono disseminate in tutto il complesso come portatrici di buon auspicio e come simbolo dell'indipendenza e della forza del regno. Attorno al Mondop vi sono le statue raffiguranti i sei monarchi della dinastia Chakri. Altre statue, capitelli e costruzioni minori completano lo splendido insieme.
Sul lato interno delle mura perimetrali sono dipinte scene del Ramakien (una versione siamese del Rāmāyaṇa indiano)

## Cerimonie
Ad ogni cambio di stagione si tiene la solenne cerimonia del cambio delle vesti del Buddha di Smeraldo. Le stagioni in Thailandia sono tre, quindi questa cerimonia si tiene tre volte all'anno: il primo giorno di luna calante del quarto, ottavo e dodicesimo mese lunare (di solito capitano rispettivamente in marzo, luglio e novembre).
Questa celebrazione viene eseguita dal monarca in persona che è il maggiore maestro di cerimonie per i riti buddisti thailandesi. All'inizio dell'estate (ottavo mese lunare) il re cinge la divinità con una corona d'oro tempestata da pietre preziose e con vesti dorate e ingioiellate che adornano la statua dalle spalle alle caviglie. Quando inizia l'inverno invece viene fatta indossare una lunga tonica in scaglie d'oro che copre anche le spalle. Durante la stagione delle piogge, che di solito comincia a luglio, il Buddha di Smeraldo indossa un copricapo d'oro con la sommità a punta e veste una tonaca d'oro che lascia una spalla scoperta e gli arriva fino alle caviglie.
In queste occasioni il re rimuove la polvere che si è accumulata e incorona il Buddha, poi la cerimonia viene completata da un suo incaricato che cambia le vesti. I due completi che non sono usati vengono tenuti in un padiglione dell'adiacente Palazzo Reale dove sono esibiti al pubblico.
Un'altra cerimonia nel tempio è quella del Chakri Day, che si tiene tutti i 6 aprile dal 1782, per festeggiare l'insediamento della Dinastia Chakri sul trono della Thailandia. Vi presenziano il monarca con la consorte, tutto l'entourage reale, il Primo Ministro e diversi altri ministri. Dopo aver pregato il Buddha di Smeraldo la comitiva si sposta nel vicino Pantheon per rendere omaggio ai precedenti re della dinastia.

## Galleria d'immagini

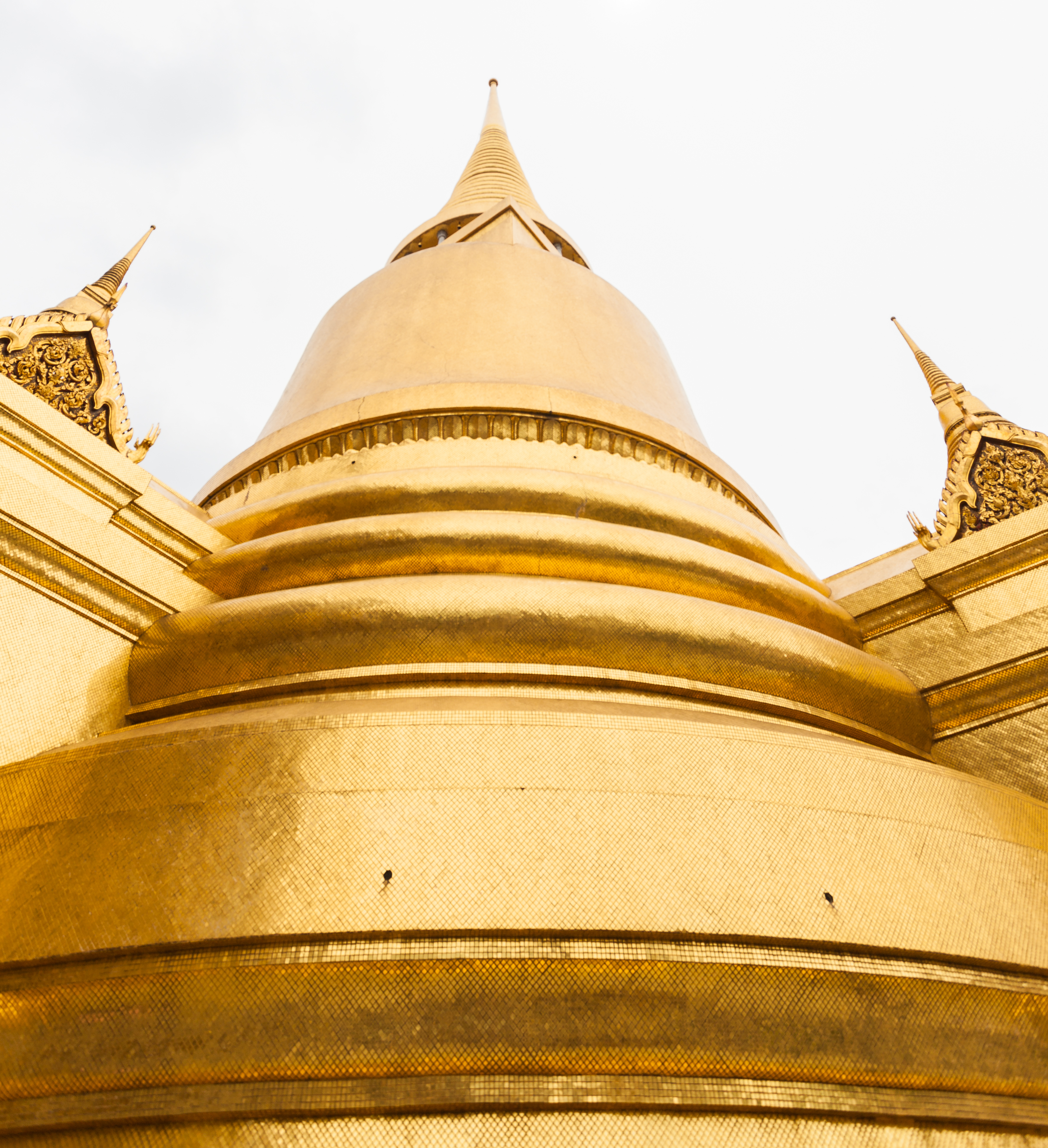
Lo Stupa di Phra Si Rattana
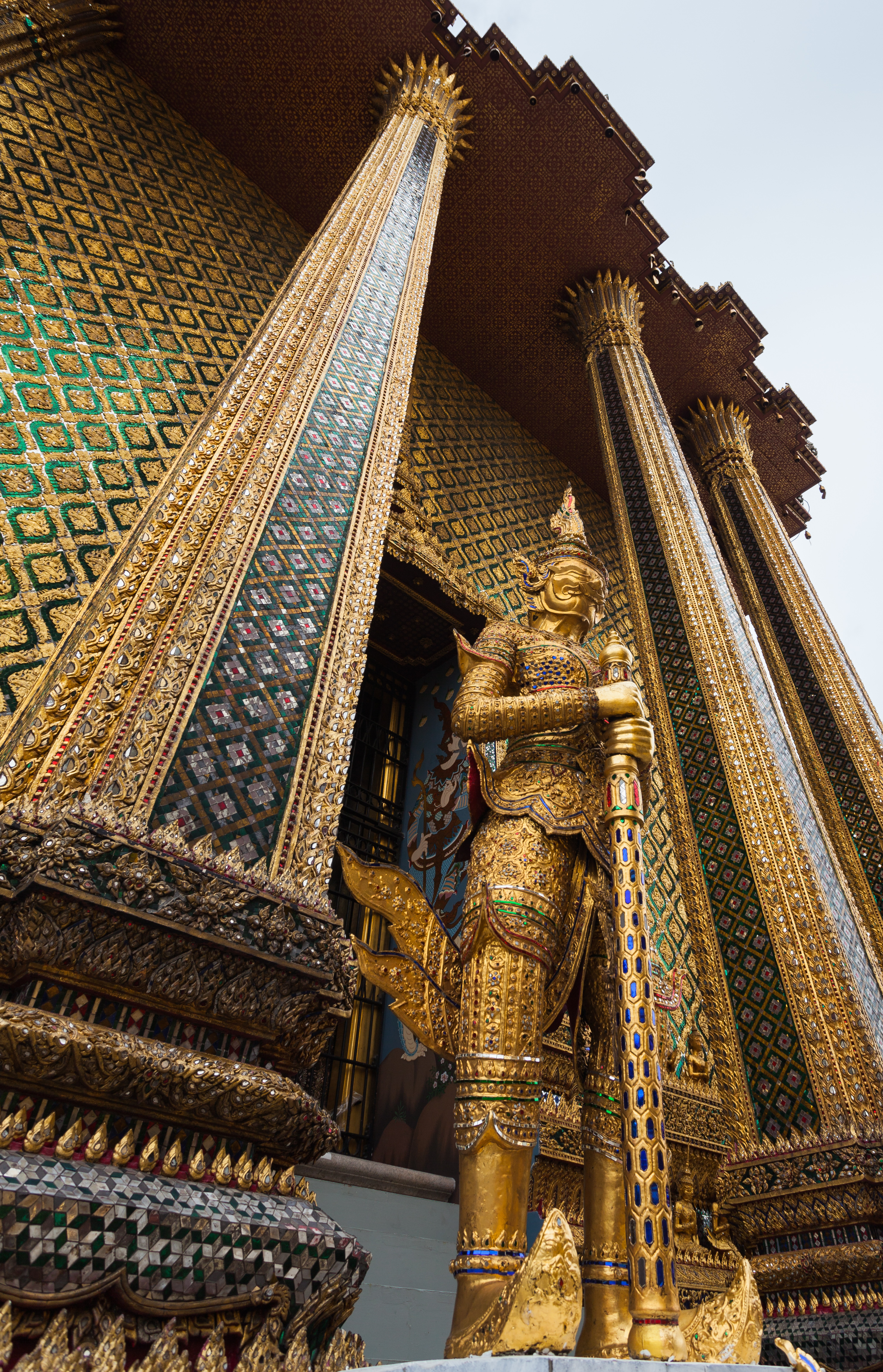
La biblioteca Phra Mondop
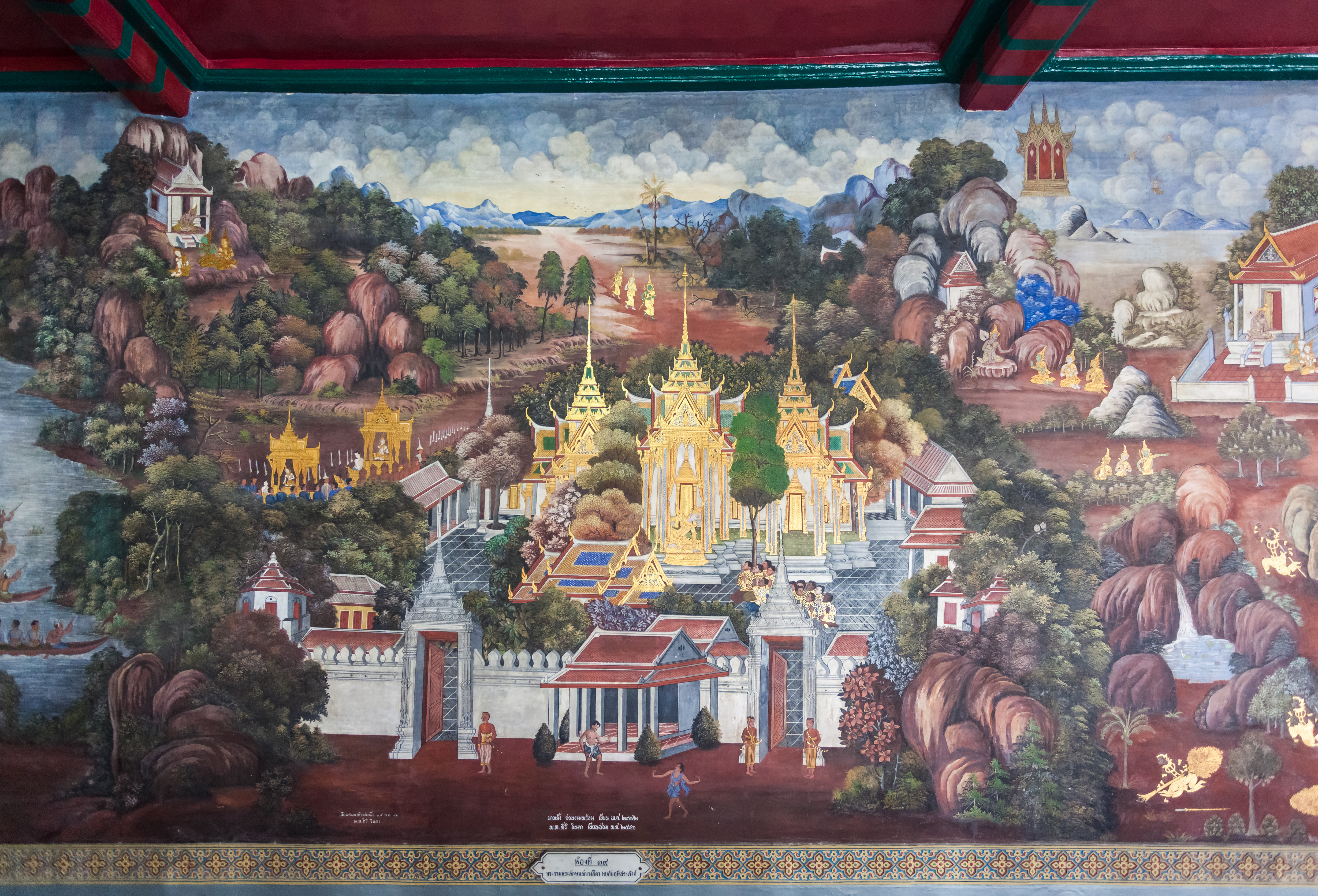
Un affresco del tempio principale
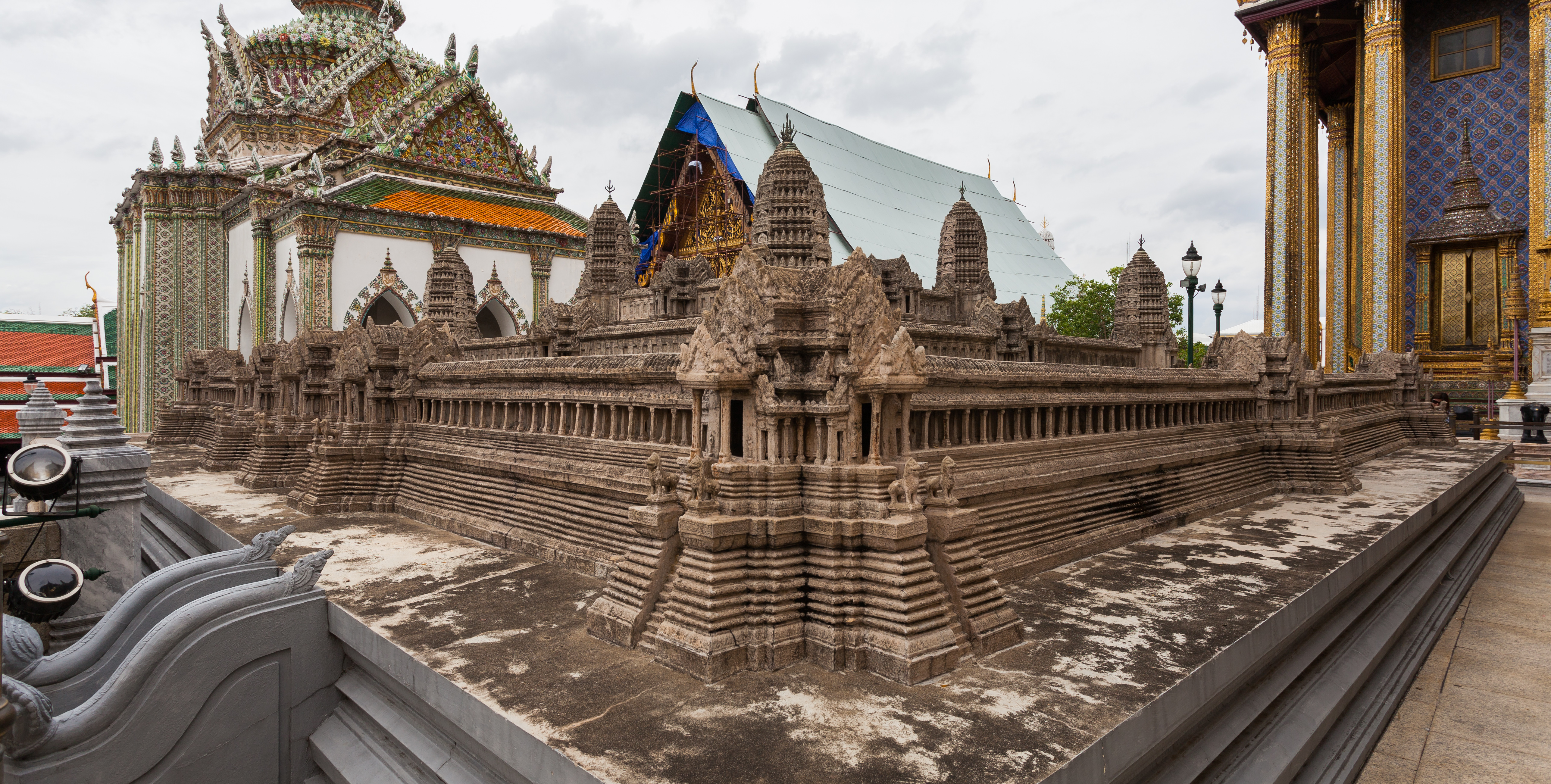
Un particolare del modello di Angkor Wat a Wat Phra Kaew
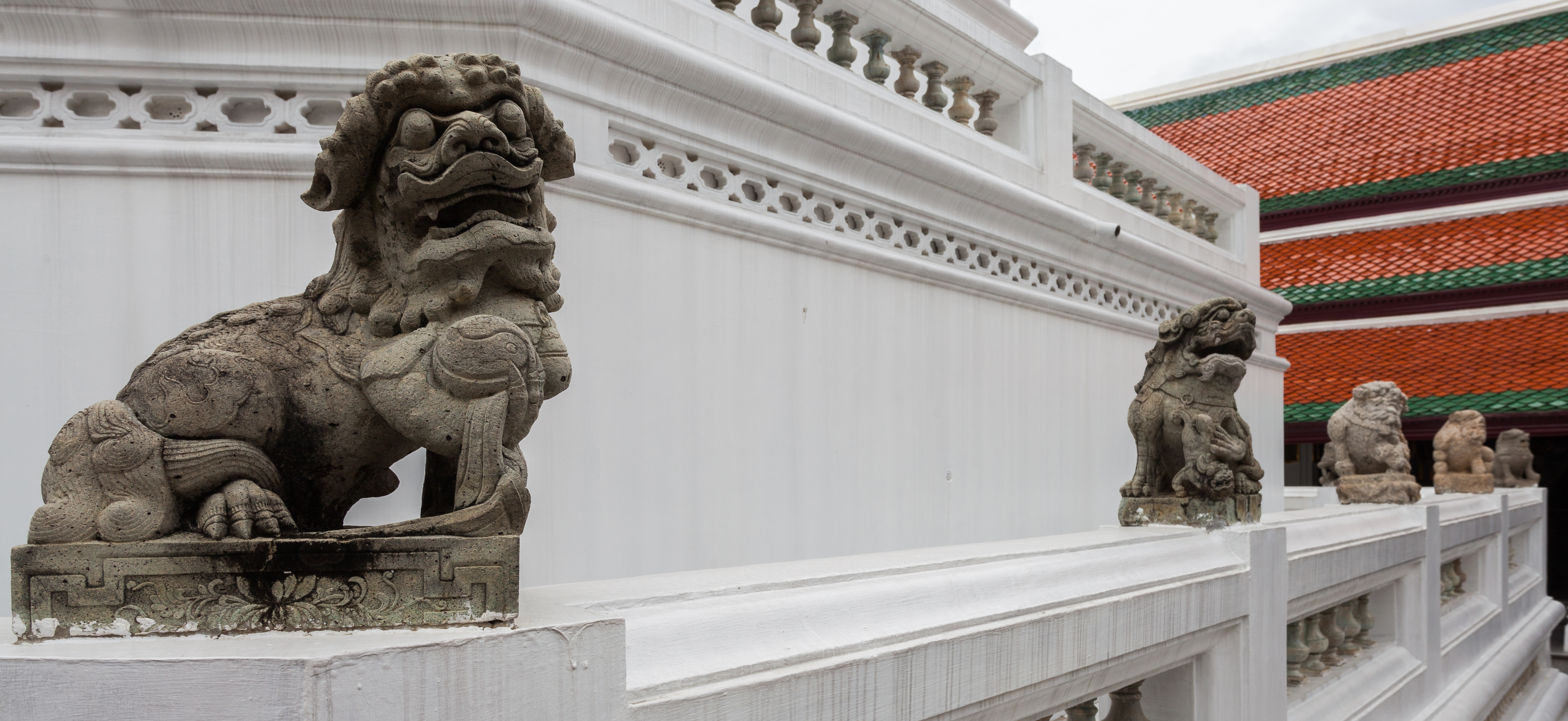
Sculture chinese in pietra
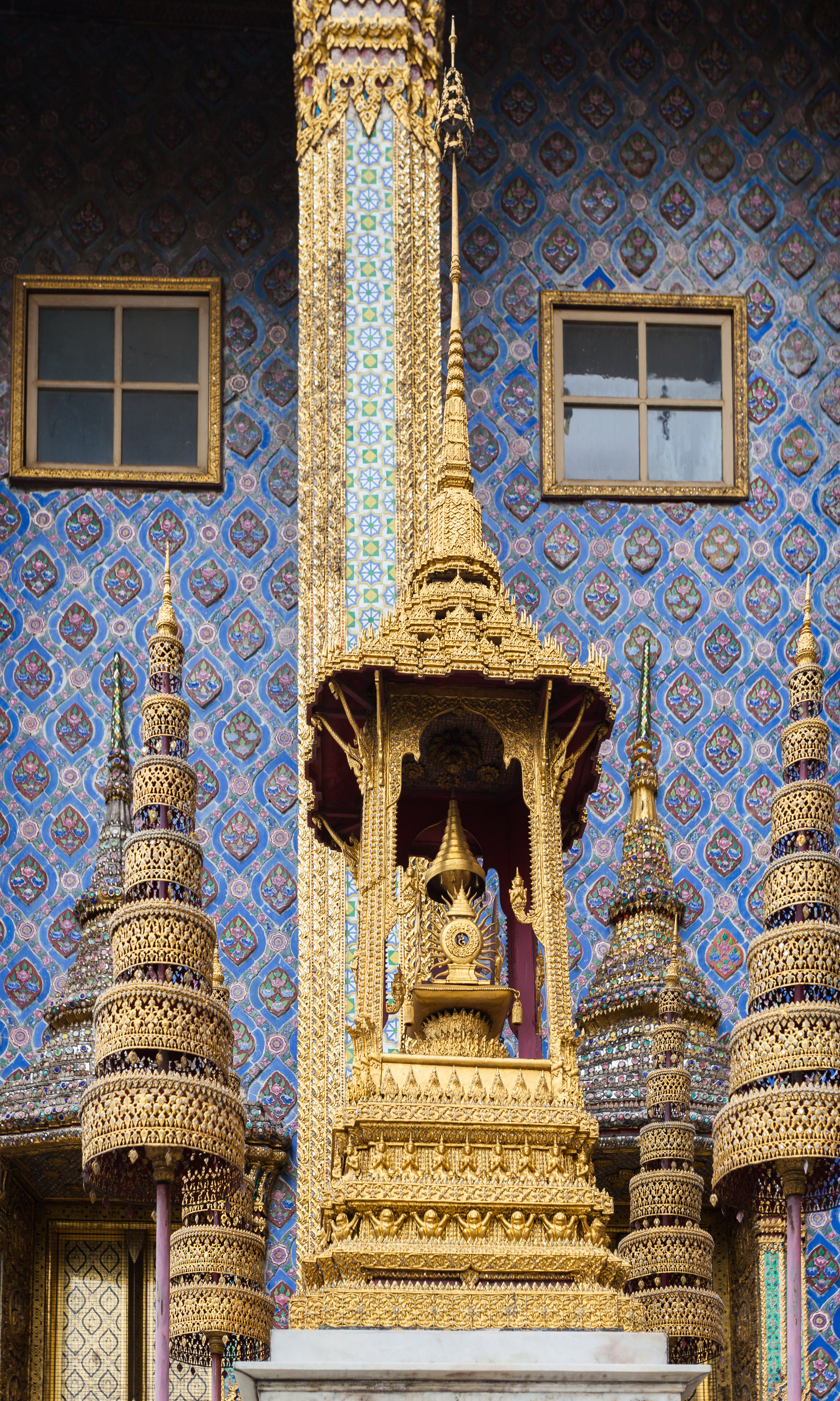
Sigillo Privato del re Rama IX
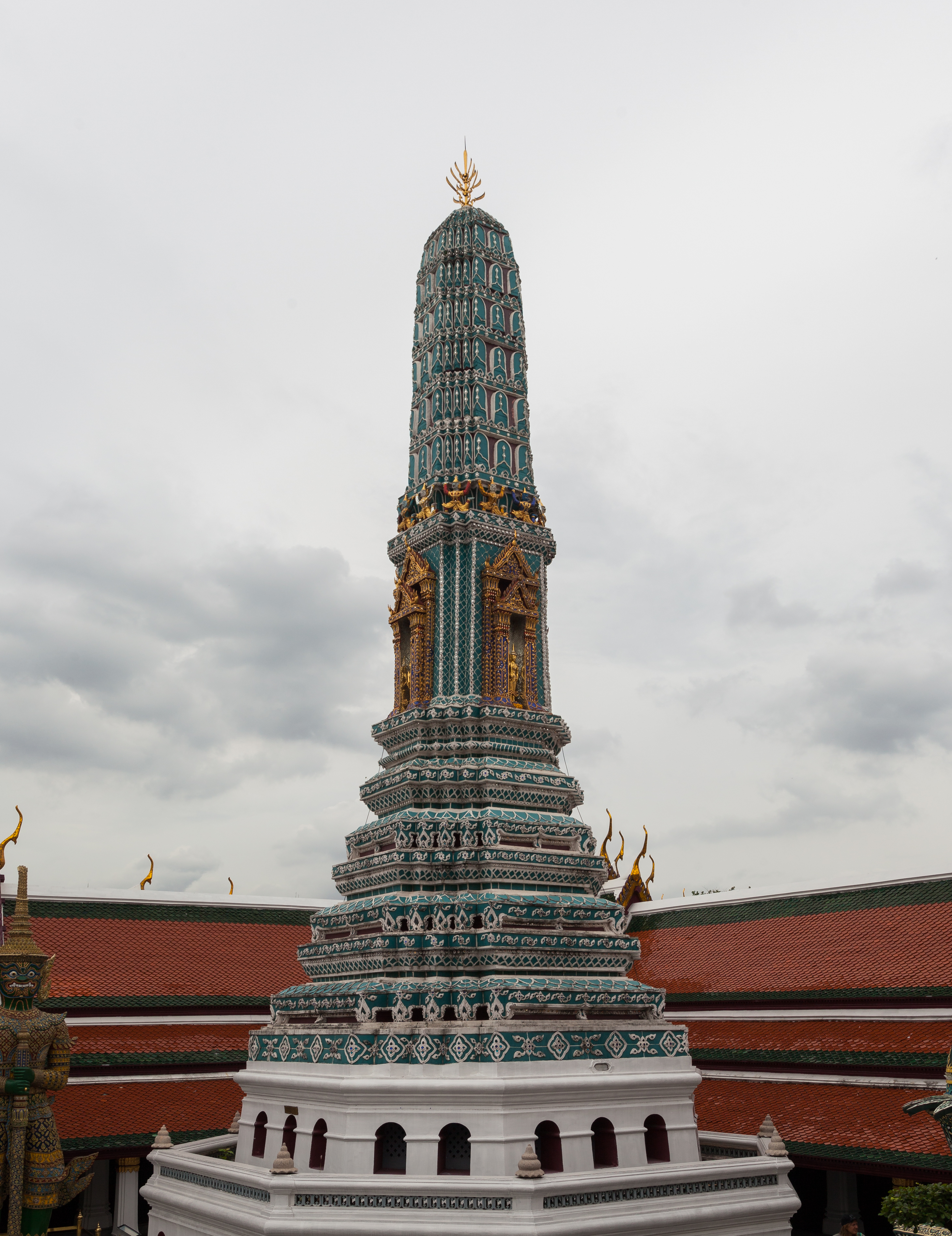
Fila di Otto Prangs